# لوئیز ماری
لوئیز ماری (به انگلیسی: Laoise Murray) (زاده ۲۴ اوت ۱۹۹۶) بازیگرایرلندی است.
از فیلم‌های معروف او می‌توان به بازی در فیلم تودورها اشاره کرد.